# Little Mix
Le Little Mix sono un girl group britannico formatosi nel 2011, composto da Perrie Edwards, Leigh-Anne Pinnock e Jade Thirlwall.
Le tre artiste erano reduci dalla vittoria dell'ottava stagione britannica di X-Factor.
Del gruppo faceva inizialmente parte anche Jesy Nelson, che il 14 dicembre 2020 annunciò l'uscita dal gruppo per problemi di salute mentale e polemiche sul body shaming nel gruppo di management.
Dall'inizio della carriera hanno venduto oltre 60 milioni di dischi in tutto il mondo, divenendo uno dei gruppi britannici di maggior successo in tutto il mondo. Hanno inoltre ricevuto numerosi premi e riconoscimenti, tra cui tre BRIT Award, sei MTV Europe Music Awards, un Silver Clef Award e due Teen Choice Awards.
Dopo la vittoria del programma hanno firmato un contratto per 3 album con la casa di Simon Cowell, la Syco. Il loro primo singolo, una cover di Cannonball di Damien Rice, è entrato direttamente alla vetta delle classifiche sia in Irlanda che in Regno Unito, dove ha venduto 210 000 copie in una sola settimana. Nel 2012 pubblicano l'album d'esordio dal titolo DNA, anticipato dal singolo Wings, seguito nel 2013 dal secondo disco chiamato invece Salute. Nell'autunno 2015 viene pubblicato Get Weird, il loro progetto discografico commercialmente più venduto e contiene la hit Black Magic. A distanza di circa un anno, tornano con un nuovo progetto discografico, Glory Days, anticipato dal singolo Shout Out to My Ex. Il quinto album in studio, LM5, anticipato dal singolo Woman like Me, con la partecipazione di Nicki Minaj, viene pubblicato nel 2018. Due anni dopo viene pubblicato il sesto disco Confetti.  Il 19 agosto 2021, per i loro dieci anni, annunciano l'uscita del nuovo album Between Us, uscito il 12 novembre 2021. Esso contiene le loro più grandi hit seguite da 5 nuovi brani.
Oltre alla carriera musicale hanno condotto il programma televisivo Little Mix The Search e gli MTV Europe Music Awards, e sono divenute volto di numerosi marchi di moda e beauty, tra cui Primark, lanciando inoltre linee di fragranze e cosmesi.

## Carriera

### 2011: Formazione del gruppo e la vittoria aThe X Factor
Nell'estate del 2011, Perrie Edwards, Jesy Nelson, Leigh-Anne Pinnock e Jade Thirlwall si presentano come soliste alle audizioni dell'ottava edizione di The X Factor, ma vengono eliminate alla fase dei Bootcamp. I giudici del programma decidono però di unire le quattro ragazze e formare una girl band, le Rhythmix (poi rinominate Little Mix in seguito all'omonimia del loro nome originario con quello di una campagna benefica britannica). La band riesce a passare gli Home Visit ed entra nel cast del programma sotto la guida della giurata Tulisa Contostavlos (cantante del trio hip hop N-Dubz). Le Little Mix arrivano alla finale dell'11 dicembre e vincono il programma, diventando il primo e unico gruppo nella storia di The X Factor a realizzare tale risultato (senza nemmeno andare mai al ballottaggio).
Dopo la vittoria, pubblicano il loro primo singolo, una cover di Cannonball di Damien Rice, che entra direttamente alla prima posizione delle classifiche di Irlanda e Regno Unito (dove vende 210 000 copie in una sola settimana, divenendo il secondo miglior debutto del 2011).

### 2012–2013: L'album di debutto,DNA

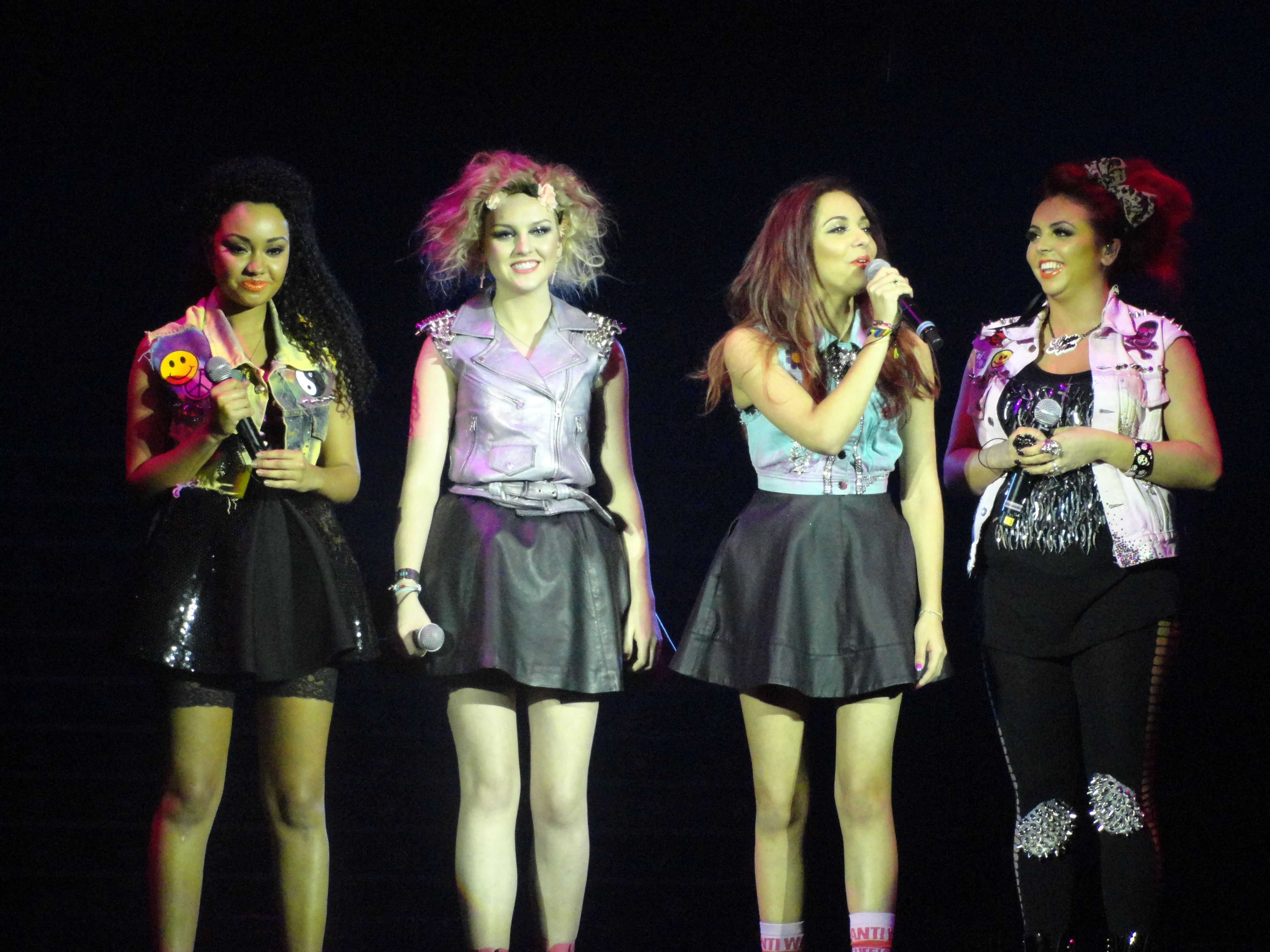
Il gruppo in esibizione nel 2012

Dopo la fine del programma le ragazze firmano un contratto discografico con la Syco di Simon Cowell ed iniziano a lavorare al loro album di debutto dal titolo DNA, insieme ad autori quali Gary Barlow (giudice di The X Factor) e Biff Stannard. A luglio 2012 le Little Mix presentano in anteprima al programma televisivo T4 on the Beach il nuovo singolo Wings che, pubblicato nel mese successivo, debutta alla prima posizione della classifica singoli britannica. Successivamente, ad ottobre dello stesso anno, viene pubblicato il secondo singolo dal titolo omonimo all'album, DNA, che raggiunge la terza posizione della classifica dei singoli britannica. Entrambi i brani anticipano l'uscita dell'album DNA, che viene pubblicato il 19 novembre 2012 e debutta alla terza posizione della classifica degli album britannica. A febbraio 2013 il gruppo pubblica il terzo singolo Change Your Life.
Dato il buon successo ottenuto in patria, a gennaio 2013 le Little Mix firmano un contratto discografico con la Columbia Records per la pubblicazione dell'album di debutto anche negli Stati Uniti. Per il lancio del disco nel mercato discografico americano viene scelto come primo singolo Wings. Inoltre, l'album viene pubblicato anche in altri paesi del mondo, tra i quali l'Italia dove debutta alla quinta posizione.
Ad aprile 2013, le Little Mix pubblicano il quarto singolo, How Ya Doin'?, che vede la collaborazione della rapper Missy Elliot. Il 28 maggio 2013, l'album viene pubblicato negli Stati Uniti dove debutta alla quarta posizione della Billboard 200 vendendo 50 000 copie nella prima settimana.

### 2013–2014:Salute

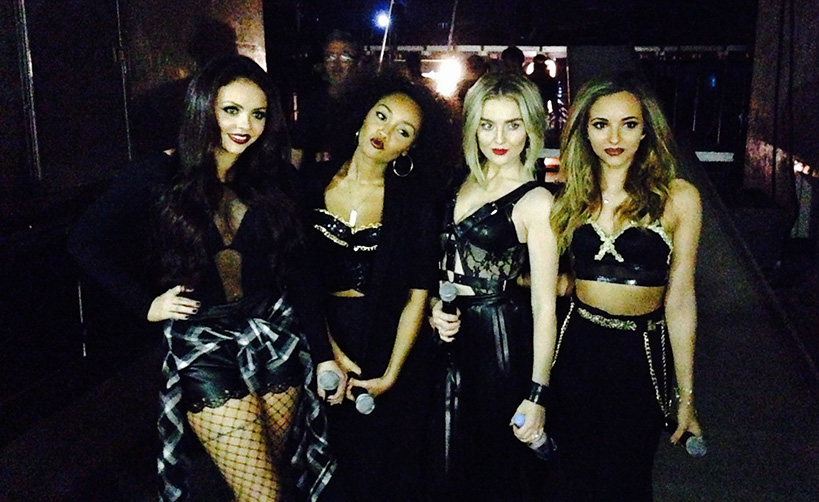
Le Little Mix durante un concerto del Salute Tour nel 2014

Il 3 novembre 2013 le Little Mix pubblicano il brano Move, primo singolo tratto dal nuovo album, che debutta alla terza posizione della classifica britannica. L'8 novembre viene pubblicato il secondo album della band dal titolo Salute, che debutta alla quarta posizione della classifica britannica. Il 30 dicembre viene pubblicato il secondo singolo, Little Me.
Nel 2014 le Little Mix vengono scelte per interpretare la canzone principale della campagna benefica britannica Sport Relief, promossa dall'associazione benefica Comic Relief. Per l'occasione il gruppo realizza una cover del brano Word Up! del gruppo musicale statunitense Cameo e parte per la Liberia per incontrare le famiglie povere della zona.
Il 4 febbraio 2014 l'album Salute viene pubblicato anche negli Stati Uniti, dove debutta direttamente alla posizione numero #1 su iTunes e raggiunge la sesta posizione della Billboard 200. Al fine di promuovere il progetto discografico, la band partecipa alle tappe nordamericane del tour Neon Lights Tour, della cantante statunitense Demi Lovato.
Il 16 maggio 2014 le quattro ragazze hanno dato inizio a Birmingham al The Salute Tour, il loro secondo tour dopo il DNA Tour. Comprendeva 18 date nel Regno Unito e in Irlanda e altre 16 date nel Nord America, successivamente queste ultime cancellate perché il gruppo era impegnato nella realizzazione del terzo album discografico.

### 2015–2016:Get Weird

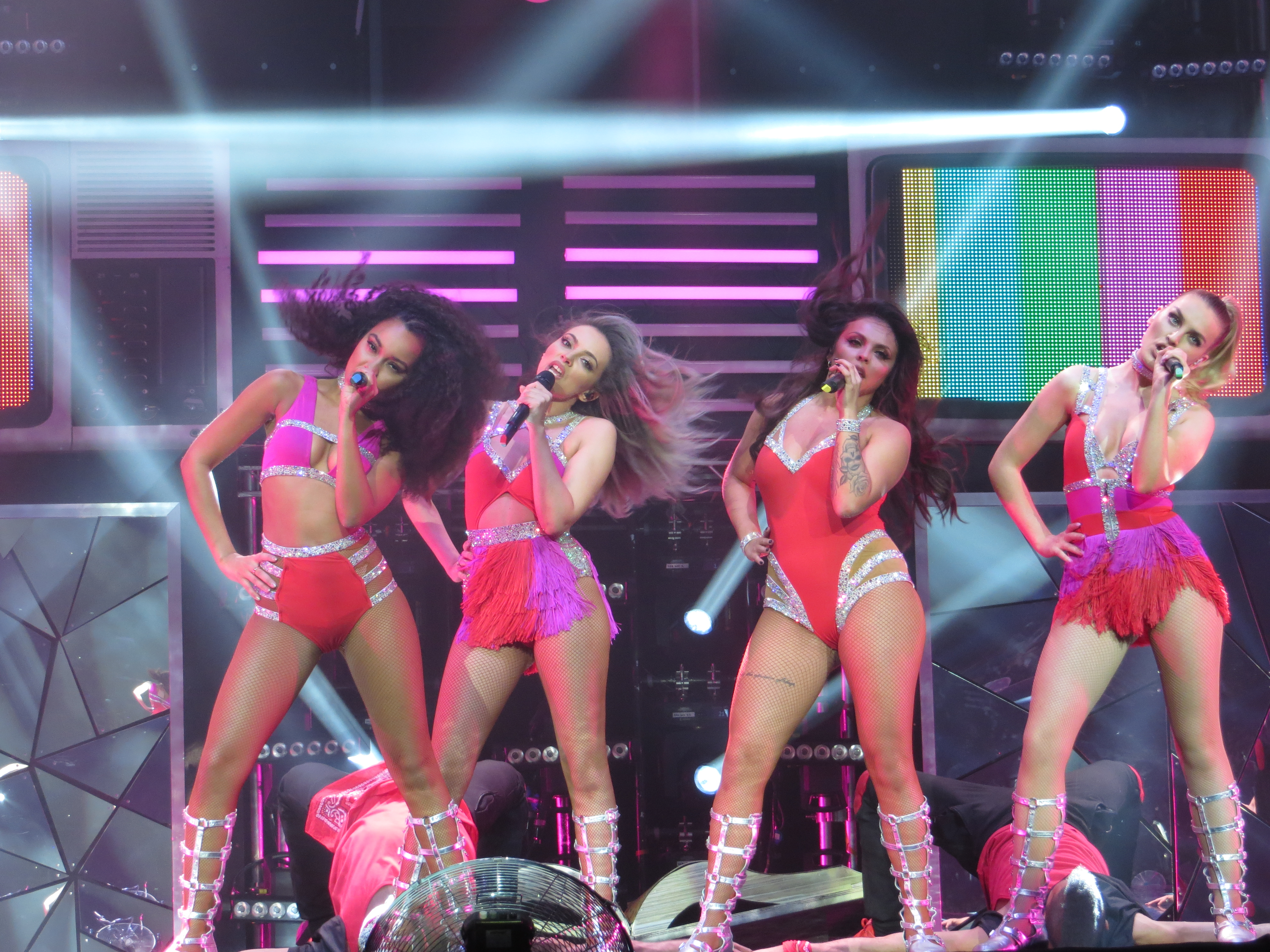
Le Little Mix durante il get Weird Tour.

Ai BRIT Awards 2015 il gruppo ha annunciato che il loro prossimo album è stato completato e, dopo averlo descritto come dotato di «sonorità completamente nuove», esprimono la volontà di pubblicarlo entro la fine dello stesso anno. Dopo aver scritto oltre 100 canzoni, nel maggio 2015 piazzano sul mercato il singolo apri-pista Black Magic. Esso in breve tempo riscuote un ottimo successo in tutta Europa, e particolarmente in Regno Unito dove ha raggiunto il picco delle graduatorie. Esso penetra persino nelle classifiche oceaniche, riuscendo anche qui a ricevere un buon esito commerciale.
Il 15 luglio 2015, tramite Twitter, le ragazze annunciano ufficialmente che il loro nuovo disco, il quale si sarebbe intitolato Get Weird, verrà reso disponibile per il pre-ordine dal giorno seguente, cioè il 16 luglio, e distribuito globalmente dal 6 novembre dello stesso anno. Il 25 settembre viene pubblicato il secondo estratto dall'album, Love Me Like You, come singolo esclusivamente per il Regno Unito, l'Irlanda, l'Australia e la Nuova Zelanda e come traccia proveniente dall'album a livello globale.
Al fine di intraprendere una compatta promozione per l'album, la band ha organizzato un lungo tour, il The Get Weird Tour, che, per la prima volta nella carriera della band, sarà un evento mondiale: toccherà infatti, oltre che il Regno Unito, l'Oceania, l'Asia e anche il resto dell'Europa da marzo a giugno del 2016 per un totale di oltre 50 spettacoli.
Nel 2016 Get Weird venne proclamato come il loro progetto discografico più commercialmente venduto in Regno Unito dove, avendo superato la soglia delle 600.000 unità distribuite, è divenuto il primo disco della band a ricevere il doppio disco di platino. Da esso vengono estratti, nello stesso anno, altri due singoli: Secret Love Song, cantato in collaborazione del collega americano Jason Derulo, e Hair, che vede invece il featuring del rapper Sean Paul.

### 2016–2018:Glory Days

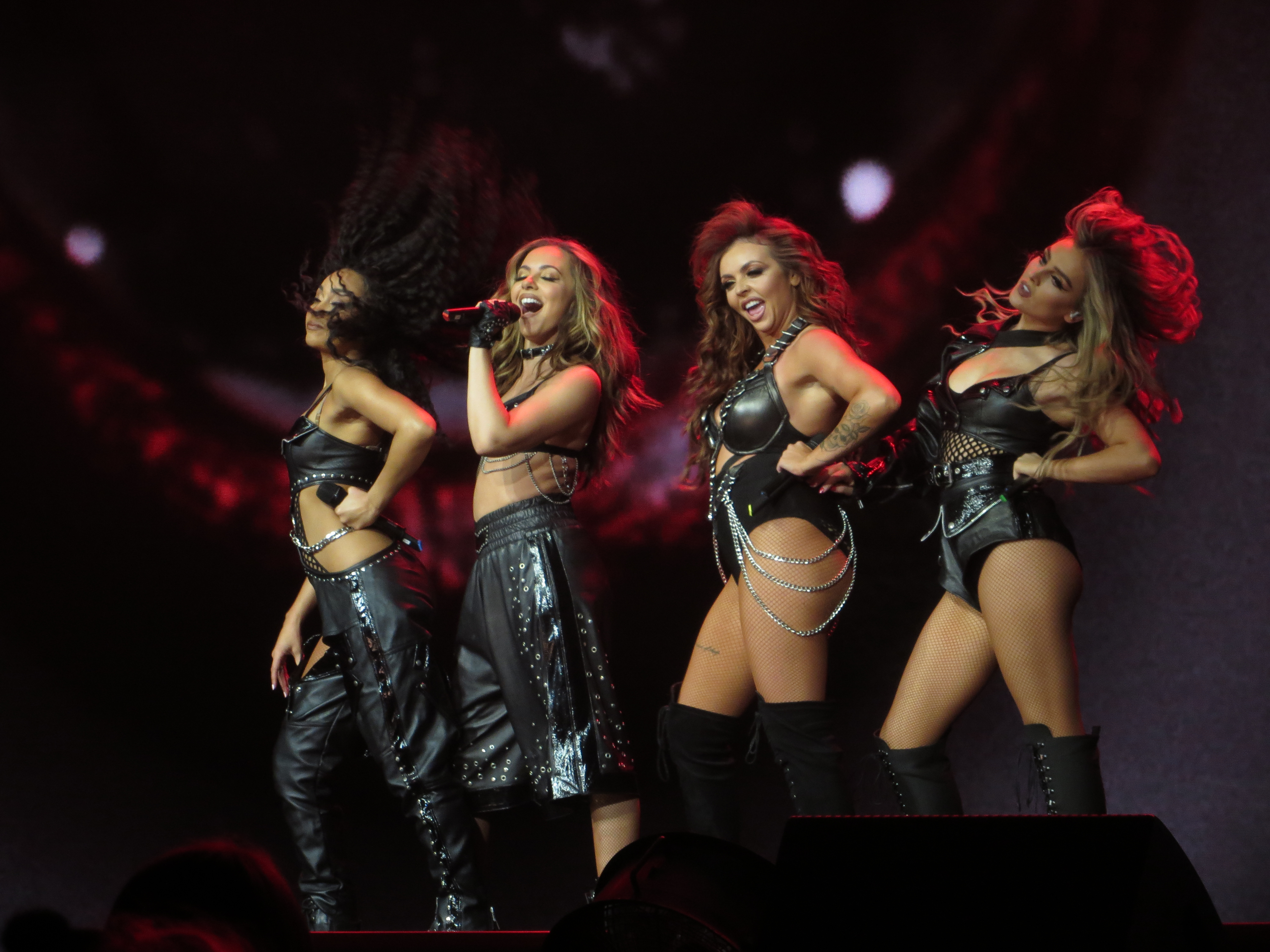
Il gruppo in un'esibizione a Glasgow nel 2017.

Il 21 giugno 2016 è stato rivelato che il gruppo aveva iniziato a lavorare al loro quarto album in studio; hanno poi confermato che avrebbero fatto uscire la nuova musica «prima di Natale». In un'intervista condotta durante il V Festival di Chelmsford, il gruppo ha annunciato che il primo singolo dal loro quarto album in studio sarebbe stato pubblicato nel mese di ottobre.
Il 13 ottobre 2016, infatti, la band annuncia il titolo della canzone, Shout Out to My Ex, e che il loro quarto album in studio si sarebbe chiamato Glory Days e la data di pubblicazione di quest'ultimo viene impostata per il 18 novembre dello stesso anno. Shout Out to My Ex è stato distribuito sul mercato a partire dal 16 ottobre 2016, a seguito della prima performance live del brano ad X Factor. La canzone ha debuttato al numero uno delle graduatorie dei singoli più venduti in Regno Unito diventando il loro quarto singolo in vetta nel Paese. Ha distribuito 67.000 unità nella sua prima settimana di disponibilità, venendo riconosciuto come il miglior debutto per un singolo nel 2016. Ancor prima della pubblicazione del disco, la band annuncia di volerlo promuovere tramite un tour mondiale, il Glory Days Tour. Esso inizierà nel maggio 2017 a Berlino, per poi proseguire in tutta Europa ed Oceania nel corso dell'anno.
Il 5 dicembre 2016, il gruppo annuncia ufficialmente il secondo singolo estratto, cioè Touch, il quale viene pubblicato su scala mondiale il 12 dicembre successivo. Il brano è stato capace di collocarsi immediatamente al quarto posto in Regno Unito ed è entrato anche nelle graduatorie irlandesi, dove occupa invece il quinto posto. Il 19 gennaio 2017, sul canale Vevo della band, viene reso disponibile anche il videoclip ufficiale.
Ai BRIT Awards dello stesso anno, le Little Mix vengono nominate in tre categorie: gruppo britannico, video musicale dell'anno per Hair e singolo britannico dell'anno per Shout Out to My Ex. Riuscendo a trionfare nell'ultima sezione citata, vincono per la prima volta nella loro carriera l'ambito riconoscimento.
Il 3 marzo 2017 è stato pubblicato come terzo singolo No More Sad Songs, in collaborazione con il rapper Machine Gun Kelly, e il 29 marzo successivo è uscito il video ufficiale. La canzone ha raggiunto la quindicesima posizione nella classifica inglese.
Il 26 maggio 2017 è stato pubblicato come quarto singolo Power, in collaborazione con Stormzy, e il 9 giugno dello stesso anno è uscito il video ufficiale. La canzone ha raggiunto la sesta posizione nella classifica inglese.
Nell'agosto 2017 viene annunciato un nuovo singolo in collaborazione con il gruppo sudamericano CNCO: la versione remix della loro hit Reggaetón lento (Bailemos), intitolata Reggaetón lento (Remix). La canzone raggiunge la quinta posizione nella classifica inglese, diventando la dodicesima canzone delle Little Mix ad entrare nella Top 20 inglese e la prima canzone per i CNCO ad entrare nella classifica inglese.

### 2018-2020:LM5

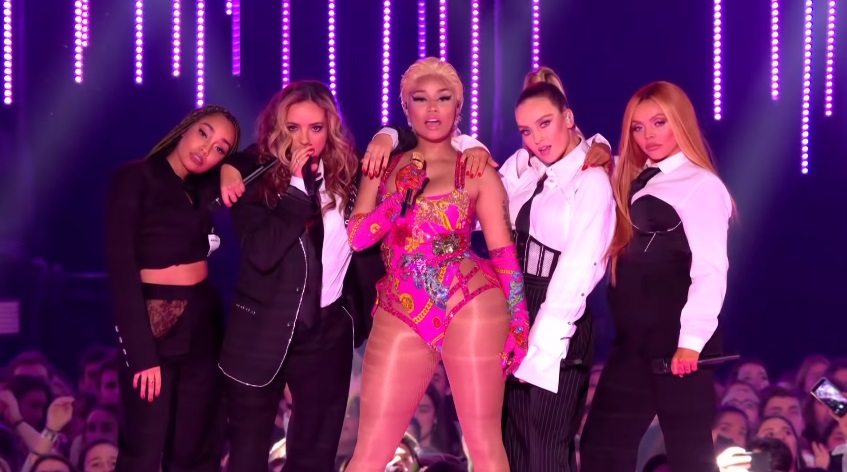
Le Little Mix con Nicki Minaj al centro agli MTV Europe Music Awards 2018.

Il 21 giugno 2018 è stato pubblicato il brano Only You in collaborazione con Cheat Codes. Il 12 ottobre dello stesso anno è stato pubblicato il singolo Woman like Me, in collaborazione con la rapper trinidadiana Nicki Minaj, scritto da Ed Sheeran e Jess Glynne. Dopo la prima settimana di vendite, la canzone debutta alla quinta posizione della classifica britannica. Per promuovere il singolo si esibiscono con la Minaj agli MTV Europe Music Awards, premiazione in cui vincono il premio come Best UK & Ireland Act. Il 16 novembre viene pubblicato il quinto album in studio, LM5, esordendo alla terza posizione della classifica britannica, ottenendo successivamente la certificazione di disco d'oro.
Il 15 gennaio vengono confermate per esibirsi ai Brit Award, premiazione in cui ricevono i premi British Video of The Year per Woman like Me e British Group. Il 22 gennaio 2019, via social, viene annunciato il remix di Think About Use del rapper statunitense Ty Dolla Sign assieme al gruppo britannico. Il 14 giugno 2019 è stato pubblicato il nuovo singolo Bounce Back. Il 22 novembre 2019 è stato pubblicato il primo singolo natalizio del gruppo, One I've Been Missing.

### 2020:Confettie l'abbandono di Jesy Nelson
Nell'ottobre del 2019 viene annunciato Little Mix The Search, un programma condotto da Chris Ramsey ed avente come scopo quello di individuare un nuovo gruppo vocale da lanciare sul mercato. La band vincitrice avrebbe avuto l'opportunità di supportare le Little Mix nel loro Summer 2020 Tour, in seguito annullato a causa del COVID-19. Il programma doveva andare in onda nell'aprile 2020 ma, a causa della pandemia, è stato spostato a data da destinarsi. Il 20 luglio 2020 è stato annunciato che andrà in onda nell'autunno del 2020.
Il 23 marzo 2020 la band annuncia l'uscita di un nuovo singolo intitolato Break Up Song, che diventa il quindicesimo brano a debuttare nella Top10 britannica. Il 16 luglio le ragazze annunciano l'uscita del loro nuovo singolo estivo Holiday. Il 16 settembre 2020 il gruppo annuncia la pubblicazione del sesto album Confetti, atteso per il successivo 6 novembre, preceduto dai singoli Not a Pop Song e Happiness. In corrispondenza della pubblicazione dell'album viene pubblicato Sweet Melody, quinto singolo del gruppo a raggiungere la prima posizione della Top10 britannica. Sebbene supportato dalla critica musicale, l'album riscuote meno successo nelle classifiche internazionali, esordendo alla posizione numero due della classifica britannica e 85 della Billboard 200, segnando il debutto più basso nella classifica statunitense.
Nello stesso anno vengono nominate per la prima volta in nove anni agli MTV Video Music Awards nella categoria dedicata al miglior gruppo musicale. Successivamente conducono gli MTV Europe Music Awards, vincendo inoltre nelle categorie Best UK/Irland Act e Best Pop. Il 27 novembre 2020 viene pubblicata una canzone in collaborazione con Nathan Dawe intitolata No Time For Tears. Il 14 dicembre successivo, tramite i canali social, viene annunciato che Jesy Nelson non farà più parte del gruppo per gli stessi motivi che l'hanno portata al precedente allontanamento dal resto della band a novembre.

### 2021-2022:Between Us,ilConfetti Toure la pausa
Il 30 aprile 2021 esce il primo singolo della band dopo l'abbandono di Nelson, ovvero il remix della canzone Confetti in collaborazione con Saweetie. Il mese successivo si aggiudicano il premio Miglior gruppo britannico agli annuali BRIT Awards, diventando il primo gruppo femminile nella storia a vincere la categoria.
Il 20 maggio 2021 viene pubblicato il singolo Heartbreak Anthem, in collaborazione con David Guetta e i Galantis. Nel luglio successivo collaborano con Anne-Marie nella canzone Kiss My (Uh-Oh), singolo estratto dall'album della cantante britannica intitolato Therapy.
Il 19 agosto 2021, in occasione del decimo anniversario del gruppo, le ragazze annunciano l'uscita di un nuovo album intitolato Between Us, il quale contiene le maggiori hit della band e cinque brani inediti. Esso sarà disponibile dal 12 novembre 2021.
Il 30 agosto 2021, tramite i loro canali social, la band annuncia l'uscita, prevista per il venerdì successivo, del loro nuovo singolo, dal titolo Love (Sweet Love), che anticipa l'uscita dell'ultimo album. Si tratta del primo singolo inedito come trio, e di uno dei 5 nuovi brani inediti presenti all'interno di Between Us.
Il 2 dicembre 2021 viene annunciato che, al termine del Confetti Tour, previsto nel periodo di aprile e maggio del 2022, il gruppo entrerà in una pausa a tempo indeterminato per poter permettere ai singoli membri di concentrarsi sulle proprie carriere. Il tour avrebbe toccato città irlandesi e inglesi, ragione per cui le Little Mix hanno annunciato che l'ultima tappa del tour, prevista per il 7 maggio 2022, sarebbe stata trasmessa in streaming. Lo show, intitolato The Last Show (For Now) è stato seguito da circa 80 mila persone dislocate in tutto il mondo.

## Stile e influenze musicali
Le Little Mix sono un girl group principalmente pop, R&B e dance pop. Le loro canzoni sono influenzate anche da altri generi come la tropical house, il pop latino e la musica elettronica. Tutti e quattro i membri possiedono un’estensione vocale soprano di tre ottave.
Perrie Edwards cita Christina Aguilera, Whitney Houston, Mariah Carey, Michael Jackson e Steve Perry della rock band americana Journey come sue influenze musicali. Jesy Nelson ha dichiarato di essere ispirata dalle Spice Girls, TLC e Missy Elliott. Leigh Anne Pinnock cita Mariah Carey come la sua più grande influenza mentre Jade Thirlwall cita Diana Ross. Le Little Mix, come gruppo, si riferiscono a Beyoncé, Michael Jackson, Destiny's Child, En Vogue e Rihanna come loro influenze musicali.

## Altre attività
Nel corso del 2012, Little Mix ha presentato una linea di abbigliamento per bambini con il rivenditore di abbigliamento Primark. La linea era rivolta ai bambini dai 7 ai 13 anni ed era composta da accessori, magliette, leggings e abbigliamento da notte. Sempre nello stesso anno hanno firmato un accordo congiunto con il produttore di giocattoli Vivid Entertainment e il merchandiser musicale Bravado per commercializzare una gamma di prodotti tra cui bambole, puzzle, accessori e giochi per bambini. Nel 2013 il gruppo ha promosso la tinta per capelli Schwarzkopfl Live Colour XXL attraverso il video musicale di How Ya Doin'?. In quell'anno il gruppo ha lanciato anche una gamma prodotti per la cura delle unghie in collaborazione con Elegant Touch-New Look.
Nel giugno 2015, Little Mix hanno lanciato il suo primo profumo Gold Magic e la prima linea di trucchi con Collection. Nel dicembre 2015, è stato annunciato che Little Mix sarà il nuovo ambasciatore globale del marchio di fitness femminile USA Pro. Il secondo e terzo profumo Wishmaker e Wishmaker Party Edition sono stati messi in commercio tra il 2016 e il 2017 nel mercato britannico. Nel 2018, Little Mix realizza una collezione di prodotti di cosmesi in collaborazione con Simple Skinn assieme alla loro quarta fragranza, Style. Nel settembre 2018, le Little Mix hanno commercializzato la loro seconda linea di trucco, LMX Beauty. Il 7 novembre 2019 hanno messo in commercio una collezione di abbigliamento con PrettyLittleThing.

## Controversie

### Episodi di razzismo verso Leigh-Anne Pinnock
A seguito delle proteste contro la brutalità poliziesca negli Stati Uniti nei confronti della comunità afroamericana e la morte di George Floyd, il membro delle Little Mix Leigh-Anne Pinnock ha raccontato un'esperienza di razzismo durante le riprese del video del singolo Wings: «Nove anni fa, dopo essermi unita alle Little Mix, ho avuto il più grande risveglio della mia vita. Abbiamo lavorato con il coreografo Frank Gatson Jr. Mi ha detto: 'Sei la ragazza nera, devi lavorare 10 volte di più'. Mai nella mia vita qualcuno mi aveva detto che avrei dovuto lavorare di più a causa della mia razza». Ha proseguito: «In seguito, quello che disse Frank Gatson ebbe un senso». Difatti racconta: «Ho imparato che il sogno di essere nella più grande girl band del mondo veniva con i suoi difetti e le sue conseguenze. Conseguenze come il sapere dell'esistente razzismo sottolineato nelle industrie creative. Impari a capire che non puoi essere visto come troppo rumoroso o troppo supponente, altrimenti sei considerato una diva o aggressivo. Impari che entrando in una stanza sei considerato inavvicinabile o sgradevole prima ancora che qualcuno ti abbia avvicinato. Impari che esprimere la tua opinione sulla mancanza di diversità all'interno dell'industria è come sbattere la testa contro un muro di mattoni».
La cantante ha concluso il discorso dicendo: «La mia realtà sono tutte le volte che mi sono sentita invisibile all'interno del mio gruppo. Una parte di me è pienamente consapevole che la mia esperienza sarebbe stata ancora più difficile da affrontare se fossi stata di pelle scura. La nostra realtà è che non importa quanto lontano pensi di essere arrivato, il razzismo esiste».

### Accuse dibody shamingdall'ex membro Jesy Nelson

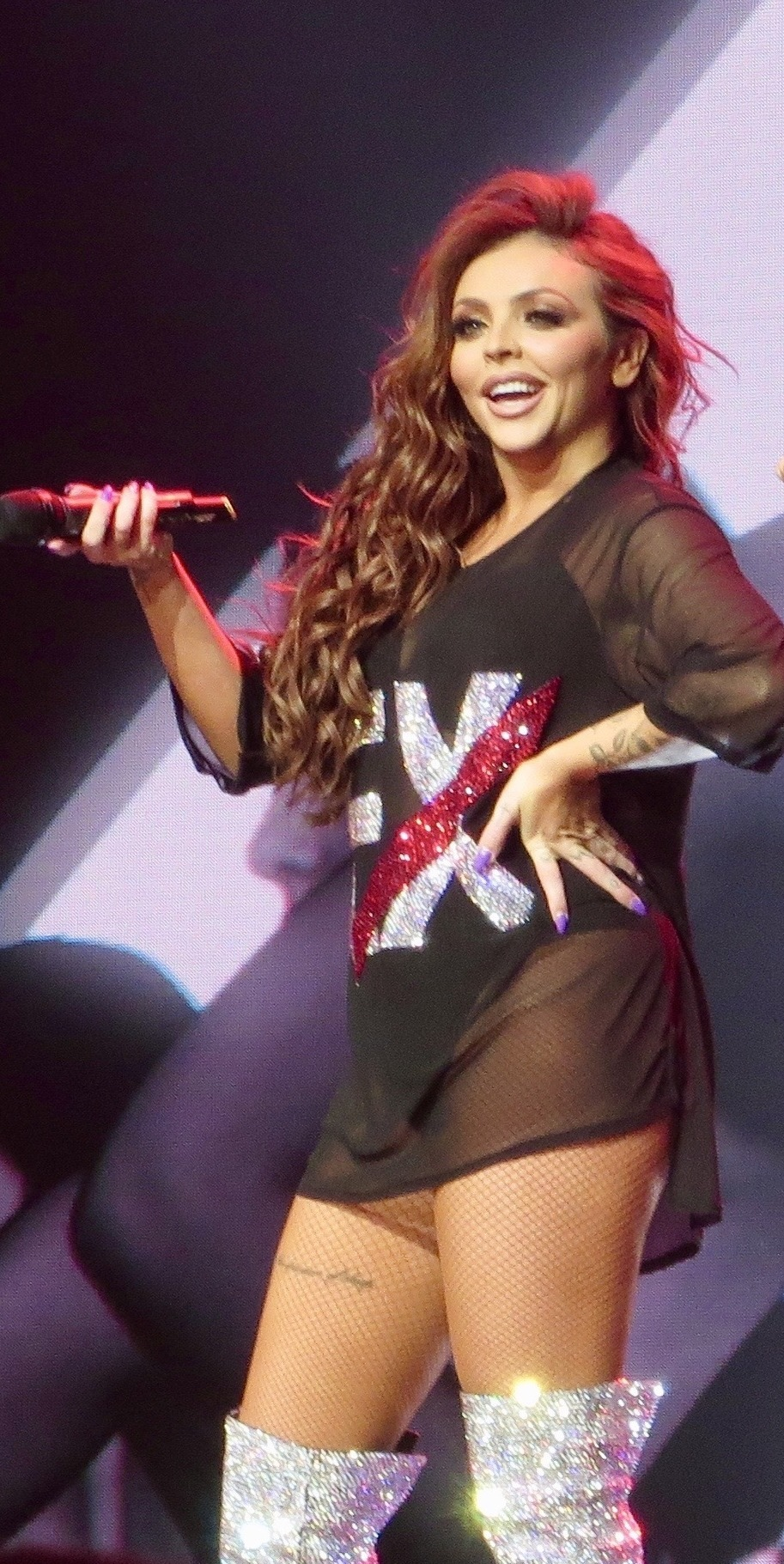
Jesy Nelson

Il membro Jesy Nelson, nelle settimane precedenti all'uscita dell'album Confetti nel 2020, ha dichiarato di aver bisogno di tempo per risolvere una questione medica. Il 14 dicembre 2020, Nelson ha annunciato che stava lasciando il gruppo a causa dell'impatto sulla sua salute mentale che stava avendo la sua carriera all'interno del gruppo. In una dichiarazione, ha detto «Trovo la pressione costante di essere in un gruppo femminile e di essere all'altezza delle aspettative molto difficili».
In un'intervista a The Guardian nell'agosto 2021, la cantante ha affermato che spesso nei video per i singoli dei vari lanci è stata vestita in modo differente dagli altri tre membri poiché la sua forma fisica non si prestava agli abiti. Dopo la pandemia e la decisione di girare il video per Sweet Melody, Nelson aveva preso peso e non si sentiva adatta alle riprese, decidendo di intraprendere una dieta drastica senza ottenere risultati. Successivamente, poco prima che le Little Mix cantassero la loro cover di Fallin' al Live Lounge della BBC One, Nelson ha avuto un attacco di panico e Perrie Edwards ha cantato la parte di Jesy Nelson. Nelson ha raccontato: «Dopo il video sono tornata in un posto davvero buio e sono finito di nuovo in ospedale. Fu allora che mia madre disse: 'Basta'. Poi le ragazze hanno parlato con la mamma e hanno detto: 'Pensiamo che Jesy dovrebbe uscirne ora. Deve badare a se stessa».
Ciò che ha aggiunto al dolore, e l'ha portata a lasciare il gruppo, è che ci sono state persone che hanno fatto capire che erano contente di vederla stare male. «A certe persone della mia squadra non importava. Non sto parlando delle ragazze. C'erano persone nella mia squadra che sapevano come mi sentivo e se ne fregavano. Semplicemente non se ne preoccupavano. C'era un'energia quando entravo in una stanza. Sentivo che c'erano certe persone nella mia squadra che semplicemente non volevano che io fossi lì».

## Formazione
- Leigh-Anne Pinnock – voce (2011-presente)
- Jade Thirlwall – voce (2011-presente)
- Perrie Edwards – voce (2011-presente)

Ex componenti
- Jesy Nelson – voce (2011-2020)

## Discografia

### Album in studio
- 2012 – DNA
- 2013 – Salute
- 2015 – Get Weird
- 2016 – Glory Days
- 2018 – LM5
- 2020 – Confetti

### Raccolte
- 2021 – Between Us

## Tournée
- 2013 – DNA Tour
- 2014 – The Salute Tour
- 2016 – The Get Weird Tour
- 2017/18 – The Glory Days Tour
- 2018 – Summer Hits Tour
- 2019 – LM5: The Tour
- 2022 – Confetti Tour

## Riconoscimenti
BRIT Award
- 2016 – Candidatura al singolo britannico dell'anno per Black Magic
- 2016 – Candidatura al video britannico dell'anno per Black Magic
- 2017 – Candidatura al gruppo britannico dell'anno
- 2017 – Singolo britannico dell'anno per Shout Out to My Ex
- 2017 – Candidatura al video britannico dell'anno per Hair
- 2018 – Candidatura al singolo britannico dell'anno per Touch
- 2018 – Candidatura al video britannico dell'anno per Touch
- 2019 – Candidatura al gruppo britannico dell'anno
- 2019  – Video britannico dell'anno per Woman like Me
- 2021 – Gruppo britannico dell'anno
- 2022 – Candidatura al gruppo britannico dell'anno
- 2022 – Candidatura al singolo internazionale dell'anno per Heartbreak Anthem

Grammis
- 2022 – Candidatura alla canzone elettro/dance dell'anno per Heartbreak Anthem[97]

iHeartRadio Music Awards
- 2016 – Candidatura alla migliore fanbase
- 2018 – Candidatura alla migliore fanbase
- 2018 – Miglior remix per Reggaetón lento (Remix)
- 2022 – Candidatura alla migliore canzone elettro/danceper Heartbreak Anthem

MTV Europe Music Awards
- 2011 – Candidatura al miglior artista UK e Irlanda
- 2015 – Miglior artista UK e Irlanda
- 2015 –Candidatura al miglior artista MTV World Stage
- 2016 – Miglior artista UK e Irlanda
- 2017 – Candidatura al miglior artista UK e Irlanda
- 2018 – Miglior artista UK e Irlanda
- 2019 – Miglior artista UK e Irlanda
- 2019 – Candidatura al miglior gruppo
- 2020 – Miglior artista UK e Irlanda
- 2020 – Candidatura al miglior gruppo
- 2020 – Miglior artista pop
- 2020 – Candidatura al miglior artista dal vivo
- 2021 – Miglior artista UK e Irlanda
- 2021 – Candidatura al miglior gruppo

MTV Video Music Awards
2020 – Candidatura al gruppo dell'anno